# Troszyn, Hạt Gryfino
Troszyn [ˈtrɔʂɨn] (trước đây là Trossin của Đức) là một ngôi làng thuộc khu hành chính của Gmina Mieszkowice, thuộc hạt Gryfino, West Pomeranian Voivodeship, ở phía tây bắc Ba Lan, gần biên giới Đức. Nó nằm khoảng 6 kilômét (4 mi) về phía đông của Mieszkowice, 54 km (34 mi) phía nam Gryfino và 72 km (45 mi) phía nam thủ đô khu vực Szczecin.
Trước năm 1945, khu vực này là một phần của Đức. Đối với lịch sử của khu vực, xem Lịch sử của Pomerania.
Làng có dân số 658 người.